# Breedsnuitkaaiman
De breedsnuitkaaiman (Caiman latirostris) is een krokodilachtige uit de familie alligators en kaaimannen (Alligatoridae) en de onderfamilie kaaimannen (Caimaninae).

## Naam en indeling
De breedsnuitkaaiman wordt ook wel breedsnuit-brilkaaiman of jacare genoemd. Deze laatste naam is wat verwarrend omdat er ook een yacarekaaiman (Caiman yacare) bestaat. Zoals de Nederlandstalige naam verraadt, is de brede en stompe snuit een van de kenmerken waaraan de soort is te herkennen. Ook de wetenschappelijke soortaanduiding verwijst hiernaar, latus betekent breed en rostrum betekent snuit.
De wetenschappelijke naam van de soort werd voor het eerst voorgesteld door François Marie Daudin in 1802. Oorspronkelijk werd de wetenschappelijke naam Crocodilus latirostris gebruikt. Later werd de soort tot de geslachten Jacare*, Alligator en Jacaretinga* gerekend, waarbij de met een asterisk aangeduide groepen niet meer worden erkend.

### Ondersoorten
De soort wordt verdeeld in twee ondersoorten die onderstaand zijn weergegeven, met de auteur en het verspreidingsgebied.
| Naam                           | Auteur                    | Verspreidingsgebied    |
| ------------------------------ | ------------------------- | ---------------------- |
| Caiman latirostris chacoensis  | Freiberg & Carvalho, 1965 | Argentinië             |
| Caiman latirostris latirostris | Daudin, 1802              | De rest van het areaal |

## Uiterlijke kenmerken
De breedsnuitkaaiman is wat betreft de lichaamslengte een gemiddelde soort; de maximale lengte van de mannetjes is ongeveer 3,5 meter. De meeste mannelijke exemplaren blijven onder de drie meter, vrouwtjes zijn kleiner en bereiken nooit een lengte van 2 meter. De ooropeningen, neusgaten en vooral de ogen zijn bovenaan de kop gepositioneerd om zo beter prooien vanuit het water te kunnen benaderen. Van alle krokodilachtigen heeft de brilkaaiman de kortste snuit en is daaraan te herkennen. Op de rug lopen rijen benige randen tot bij de staart. De lichaamskleur is vaak donker in vergelijking met andere krokodilachtigen, met name de kaken dragen donkere vlekken.
De breedsnuitkaaiman heeft 5 rijen voortanden en 12 tot 14 rijen tanden in de bovenkaak en 17 tot 20 rijen kiezen in de onderkaak en heeft totaal 68 tot 78 tanden (meestal 72).

## Levenswijze

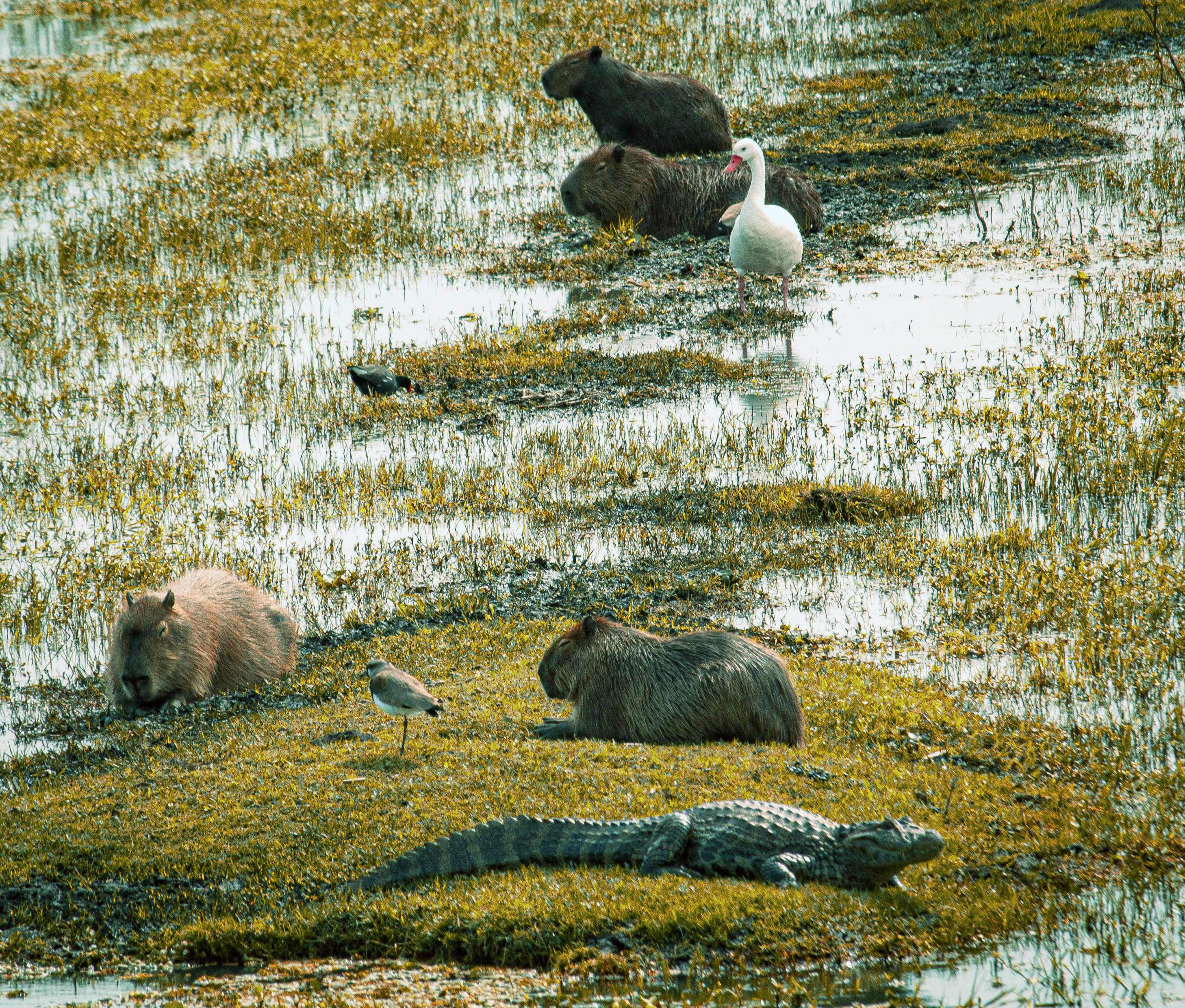
Een breedsnuitkaaiman in de natuurlijke habitat, Rio Grande do Sul, Brazilië.

Jongere dieren eten voornamelijk insecten en kleinere kreeftachtigen. Bij de oudere exemplaren bestaat het voedsel voornamelijk uit slakken, waar de kaaiman in is gespecialiseerd, het betreft voornamelijk appelslakken (familie Ampullariidae), die vrij groot kunnen worden. De kaken van grotere exemplaren zijn ook geschikt om de schilden van schildpadden te kraken. Daarnaast maakt de breedsnuitkaaiman ook diverse gewervelden buit, zoals vissen, vogels en zoogdieren.
Omdat de breedsnuitkaaiman grote hoeveelheden waterslakken eet, en waterslakken vaak parasitaire wormen dragen die zoogdieren als gastheer hebben en binnenkomen bij het drinken van water, leidt een afname van het aantal krokodillen soms tot een toename in het aantal parasitaire infecties in runderen.
Voordat de eitjes in het regenseizoen worden afgezet wordt een nest gebouwd door het vrouwtje, soms geholpen door het mannetje. In het van bladeren en ander plantaardig materiaal gemaakte nest worden ongeveer 20 tot 60 eitjes afgezet. De eieren worden door het vrouwtjes bewaakt.
Er is beschreven dat de eitjes in twee lagen worden verdeeld, waarschijnlijk dient dit om als nageslacht een evenwichtige verdeling van mannelijke en vrouwelijke exemplaren te verkrijgen. Krokodillen hebben namelijk geen geslachtschromosomen, het geslacht wordt bepaald in het ei en is afhankelijk van de temperatuur. De eitjes in de bovenste laag hebben een iets afwijkende temperatuur dan die in de onderlaag, waardoor er een grotere kans is op zowel mannetjes als vrouwtjes. Bij het uitkomen van de eitjes helpt het vrouwtje de jongen naar het water en beschermt ze een tijdje, soms samen met het mannetje.

## Verspreiding en habitat

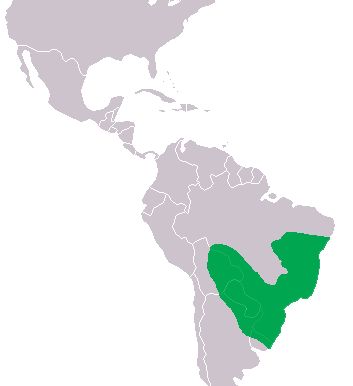
Verspreidingsgebied in het groen.

De breedsnuitkaaiman komt voor in delen van Zuid-Amerika en leeft in de landen Argentinië, Bolivia, Brazilië, Paraguay en Uruguay. De habitat bestaat uit modderige wateren zoals mangroven, moerassen en kleine meertjes, brak water wordt getolereerd. Ook door de mens beheerde habitats zoals grote waterreservoirs zijn geschikt als leefgebied. Deze soort is sterker aan water gebonden dan andere krokodilachtigen maar het land wordt wel betreden om te zonnen, eitjes af te zetten of zich te verplaatsen naar een ander water als de bron opdroogt.
In een deel van het verspreidingsgebied van de breedsnuitkaaiman komt nog een andere krokodilachtige voor: de yacarekaaiman (Caiman yacare). De breedsnuitkaaiman heeft echter een voorkeur voor meer langzaam stromende wateren in dichtbegroeide bossen en kan zich beter handhaven in door de mens gecreëerde poelen zoals veedrinkplaatsen. Beide soorten zijn aangepast aan gebieden die vrij hoog boven zeeniveau gelegen zijn. Dit valt af te leiden uit de relatief donkere kleur waardoor meer warmte wordt opgenomen. De breedsnuitkaaiman is aangetroffen van zeeniveau tot op een hoogte van ongeveer 800 meter boven zeeniveau.

## Bedreiging en bescherming
De huid van deze kaaiman is, net zoals die van de bultkrokodil (Crocodylus moreletii), zeer geschikt om krokodillenleer van te maken en beide soorten hebben daar veel schade aan ondervonden. Daarnaast wordt de soort bejaagd om een naar mos ruikend vocht dat afkomstig is uit lichaamsklieren. Dit vocht wordt door de inheemse bevolking gebruikt in cosmetica.
De breedsnuitkaaiman wordt internationaal beschermd maar leeft in landen waar grote armoede heerst zodat er desondanks nog steeds op wordt gejaagd. De breedsnuitkaaiman is echter niet bedreigd: er zijn zo'n 250.000 tot 500.000 exemplaren in het wild. Met name in Argentinië worden fokprogramma's opgezet om de soort te behoeden voor achteruitgang. Veel van wat we weten over de breedsnuitkaaiman is te danken aan de bestudering van dieren in gevangenschap.
Door de internationale natuurbeschermingsorganisatie IUCN is de beschermingsstatus 'veilig' toegewezen (Least Concern of LC).